# Colonnella
Colonnella är en ort och kommun i provinsen Teramo i regionen Abruzzo i Italien. Kommunen hade 3 716 invånare (2018).